# Вяйне Лінна
Вяйне Валттері Лінна фін. Väinö Linna (вимоваⓘ) (20 грудня 1920, село Урьяла — 21 квітня 1992) — фінський письменник. Автор культового роману післявоєнної Фінляндії «Невідомий солдат» (1954).

## Біографія
Народився в сім'ї м'ясника. З 14 років працював батраком, лісорубом, робітником.

## Творчість
У першому, багато в чому автобіографічному романі Лінна «Мета» (1947), а також в романі «Чорна любов» (1948) помітно вплив модерністської естетики. У наступних романах Лінна прагне до створення розгорнутих картин.
У найвідомішому його романі «Невідомий солдат» (1954) розказано про фінських солдатів — учасників Зимової війни та Війни-Продовження (український переклад Юрія Зуба; неопубліковано).
Трилогія «Тут, під Полярною зіркою» — епопея про історичні долі фінських торпарів — безземельних селян-орендарів. Лінна показав світоглядну кризу сільського населення, руйнівні впливи комуністичних демагогів, громадянську війну 1918 у Фінляндії.